# Naturschutzgebiet Hainberg
Das Naturschutzgebiet Hainberg liegt an der Rednitz auf dem Gebiet der Städte Oberasbach und Stein (Landkreis Fürth) sowie zu einem kleinen Teil der Stadt Nürnberg. Das zum Naturschutzprojekt Sandachse Franken gehörende Naturschutzgebiet besteht seit dem 1. März 1995 und ist etwa 213 ha groß. Auf seiner Fläche befand sich zuvor ein Standortübungsplatz der US-Armee und des in Nürnberg stationierten Transportbataillons 270 der Bundeswehr. 195 ha des Gebietes sind daher als Naturerbefläche in der Verwaltung der DBU Naturerbe.

## Beschreibung
Das Gebiet beinhaltet die größte Sandmagerrasenfläche Nordbayerns. Typisch für diese Landschaftsform sind die geringe Speicherfähigkeit von Wasser, der geringe Nährstoffgehalt des Bodens und die, im Vergleich zu anderen Biotopen Mitteleuropas, extremen Temperaturunterschiede.
Die lockere, oft auch durch Sandflächen unterbrochene Vegetation besteht aus Gräsern und niedrig wachsenden Kräutern. Das Besondere an der Vegetation des Hainbergs ist die helle, ins bräunlich gehende Färbung der Rasenflächen.

## Flora und Fauna

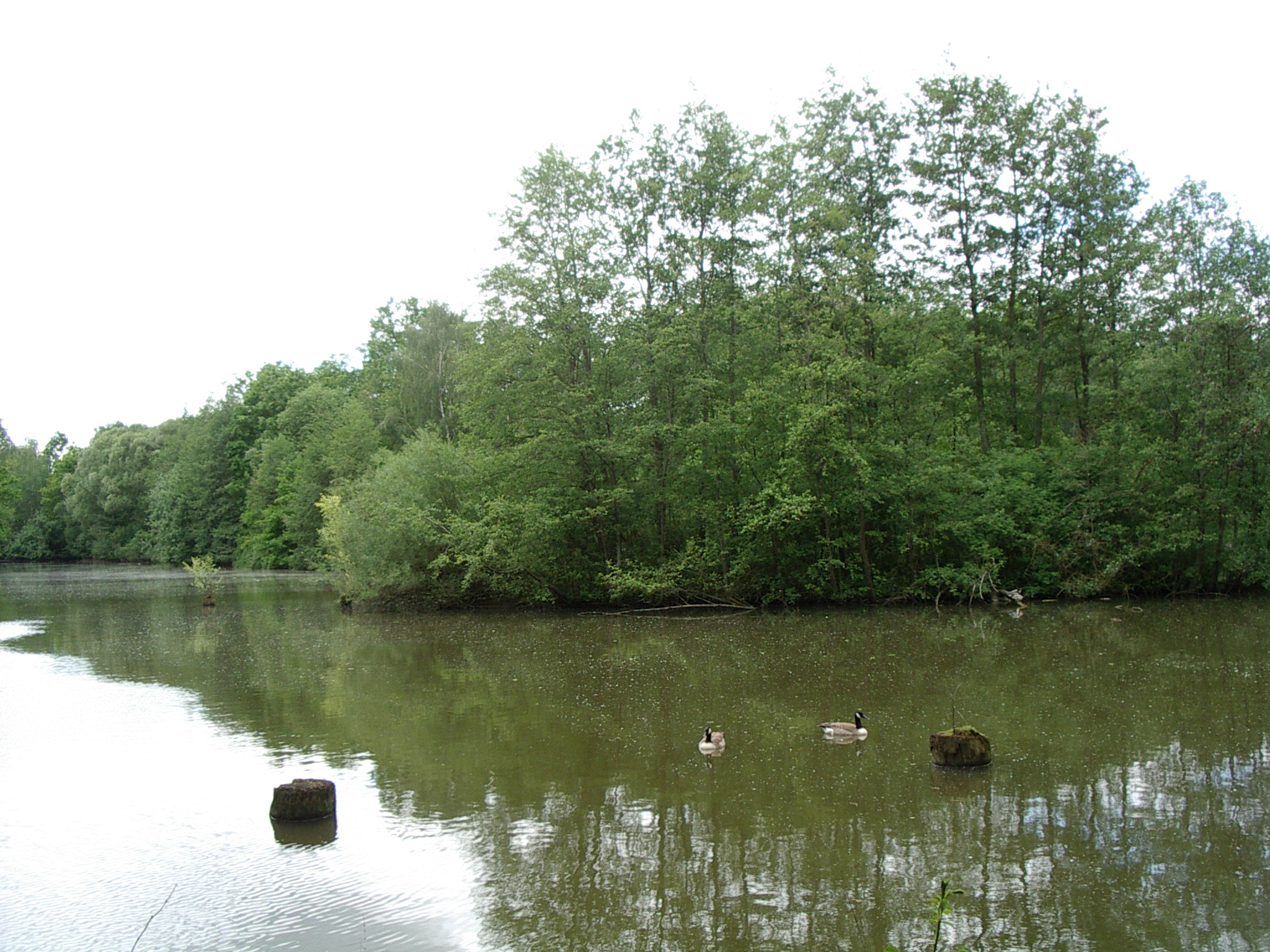
Stausee am Kreuzbach (auch Asbach genannt)

Das Naturschutzgebiet ist Lebensraum und Rückzugsgebiet für viele bedrohte Pflanzen und Tiere.
Es kommen unter anderem die Sandgrasnelke, die Heidenelke, der Sandthymian, das Silbergras, das Berg-Sandglöckchen und der Frühe Schmielenhafer vor. Eine Besonderheit stellt das Vorkommen des Österreichischen Beifuß dar, der im Dreißigjährigen Krieg von kroatischen Soldaten als Weingewürz angepflanzt worden sein soll; der Hainberg war 1632 Teil des Lagers Wallensteins bei Zirndorf.
In der Insektenfauna des Hainbergs sind unter anderem Sandbienen, die Blauflügelige Ödlandschrecke und der Schwalbenschwanz vertreten. Bei den Amphibien sind die Kreuzkröte und die Knoblauchkröte zu nennen. Als seltene Vogelarten kommen im Gebiet der Pirol, der Steinschmätzer, der Neuntöter, die Dorngrasmücke, der Eisvogel, der Brachpieper und die Heidelerche vor.

## Pflege
Es ist wichtig, dass Sandtrockenrasen nicht verbuschen, da das kurze lückige Gras z. B. für bodenbrütende Vögel Voraussetzung ist, um Feinde schneller zu erkennen. Daher wird der Rasen durch das Zurückschneiden des Stockausschlags der Robinie durch Freiwillige und die Schafbeweidung kurz gehalten. Das sichert außerdem den Fortbestand der für dieses Biotop typischen Pflanzen- und Insektenarten.
Im Naturschutzgebiet gilt strikter Leinenzwang für Hunde und in der Kernzone Wegegebot.

## Bilder

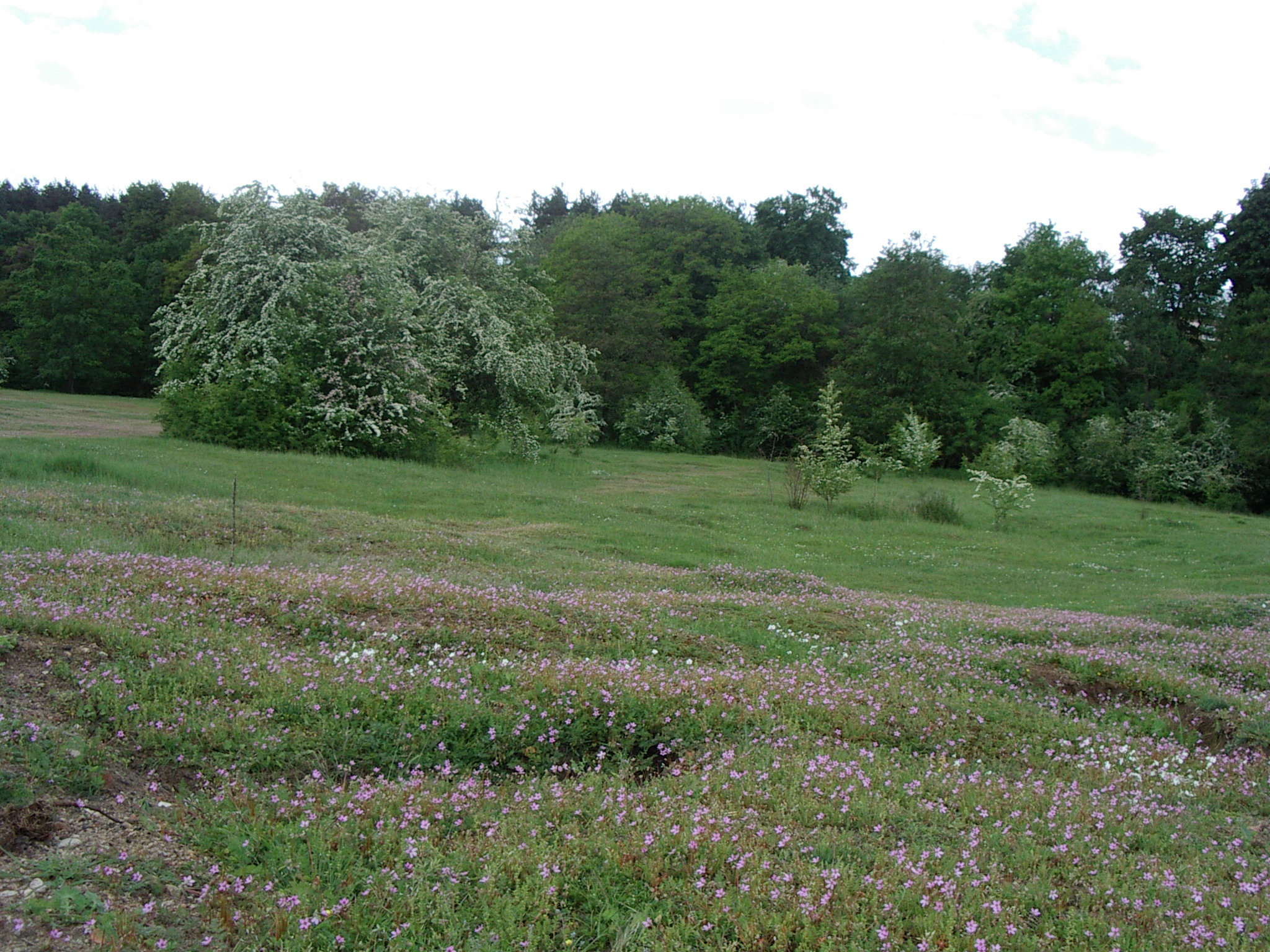
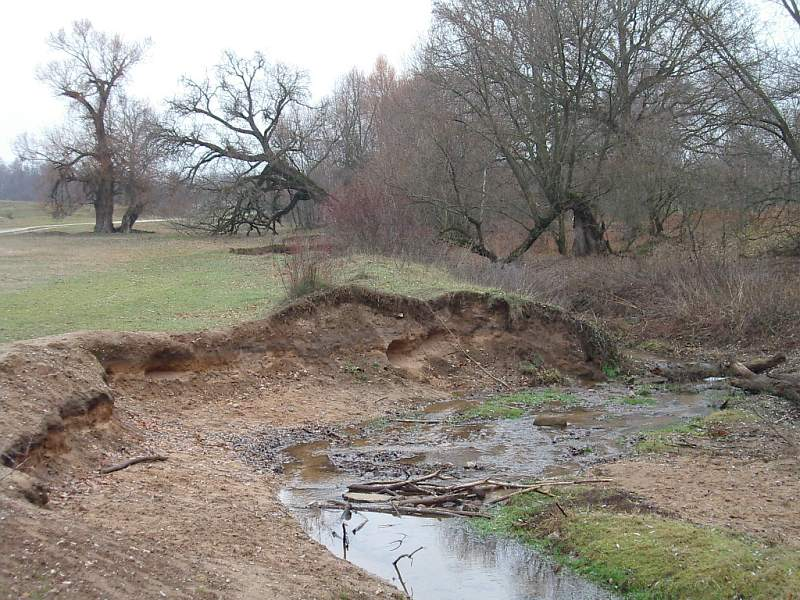
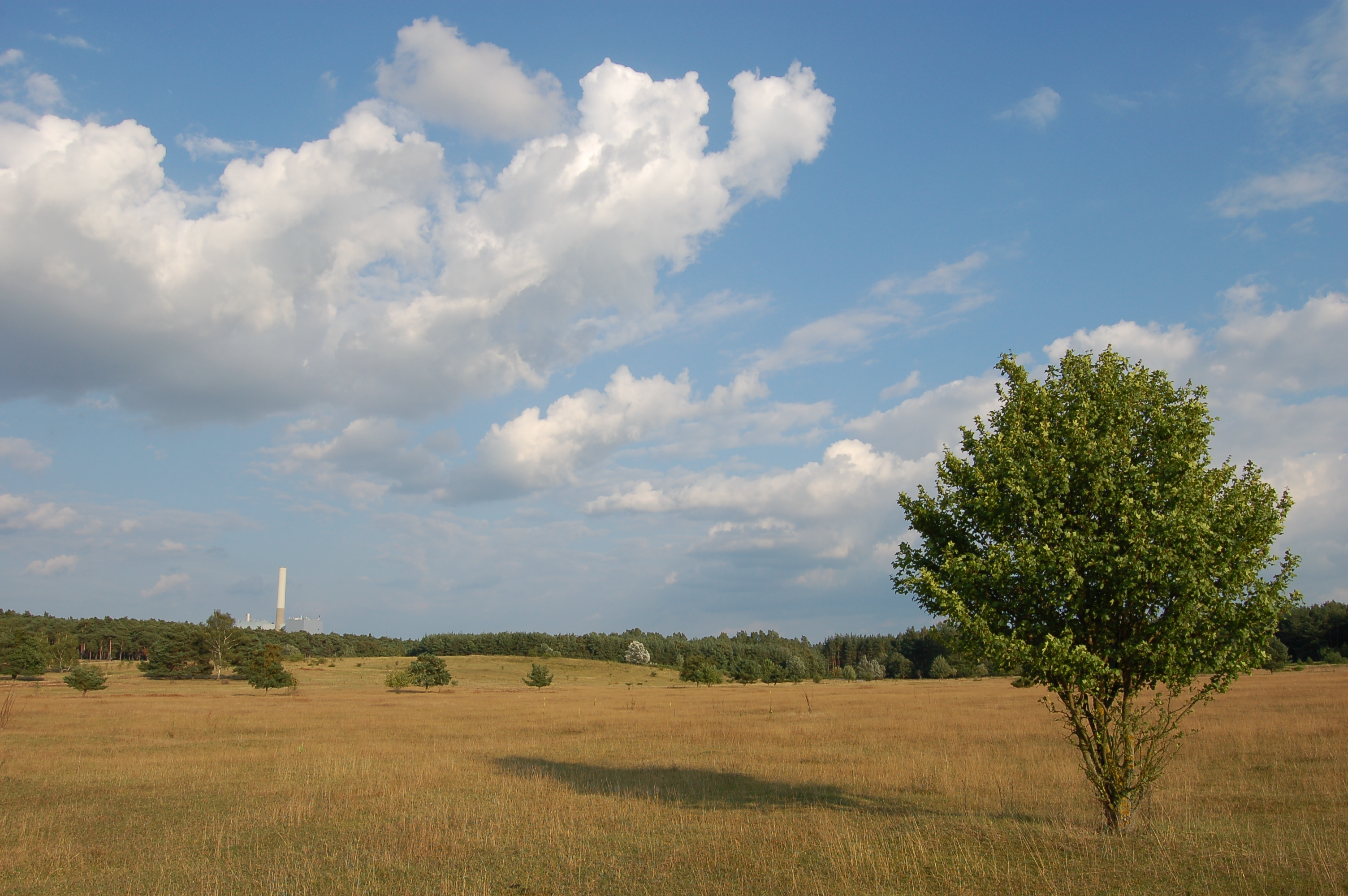